# British Hard Court Championships 1971
Il British Hard Court Championships 1971 è stato un torneo di tennis giocato sulla terra rossa. È stata la 4ª edizione del torneo, che fa parte del Pepsi-Cola Grand Prix 1971 e del Women's International Grand Prix 1971. Il torneo si è giocato dal 17 al 22 maggio 1971 a Bournemouth in Gran Bretagna.

## Campioni

### Singolare maschile
Gerald Battrick ha battuto in finale  Željko Franulović con il punteggio di 6–3, 6–2, 5–7, 6–0

### Doppio maschile
William Bowrey /  Owen Davidson hanno battuto in finale  Patricio Cornejo /  Jaime Fillol con il punteggio di 8–6, 6–2, 3–6, 4–6, 6–3

### Singolare femminile
Margaret Court ha battuto in finale  Evonne Goolagong con il punteggio di 7–5, 6–1

### Doppio femminile
Mary Ann Eisel /  Françoise Dürr hanno battuto in finale  Margaret Court /  Evonne Goolagong con il punteggio di 6–3, 5–7, 6–4